# Província de Aki
Aki (安芸国, Aki no kuni) ou Geishū (芸州) foi uma antiga província do Japão na região de Chūgoku do oeste de  Honshū, compreendendo a parte ocidental da prefeitura de Hiroshima.

Mapa das províncias japonesas (1868) com a província de Aki em destaque

Quando o Imperador Shōmu ordenou dois templos provinciais para cada província (um para homens monges budistas e um para freiras), dois templos foram fundados em Aki. O templo provincial foi construído na cidade de Saijō, Higashihiroshima.
Ao final do Período Heian (século XII), Aki se tornou conhecida pelo Santuário de Itsukushima. Taira no Kiyomori percebeu a importância do santuário e doou fundos para construção de novos complexos de edifícios e armazenamento de sutras. Itsukushima (Miyajima) tinha um bom porto e clara evidência estratégica.
No Período Sengoku, Aki foi o berço do clã Mōri até 1600. Em 1555, Mōri Motonari venceu a Batalha de Itsukushima contra Sue Harukata e estabeleceu o seu poder na parte ocidental da ilha de Honshū.
Mōri Terumoto, um dos regentes que Toyotomi Hideyoshi designou para seu filho Hideyori, alinhou-se a Ishida Mitsunari antes da Batalha de Sekigahara em 1600 e perdeu Aki e vários outros domínios.
Após um breve governo de Fukushima Masanori, em 1619, Asano Nagaakira foi nomeado daimyo de Hiroshima com 420000 koku. Até a Restauração Meiji, os Asano governaram quase toda a província.
A província de Aki foi abolida em 1871, e renomeada como Prefeitura de Hiroshima. Depois de algumas alterações no território, o contorno atual de Hiroshima foi estabelecido então.